# Le Mérite de tout pays
Le Mérite de tout pays est un tableau réalisé par le peintre français François Boucher entre 1742 et 1745. Cette huile sur toile est une chinoiserie qui représente un jeune femme et deux enfants agaçant un chat avec de longs bâtons. Vendue aux enchères chez Drouot en décembre 2023, l'œuvre fait partie depuis lors des collections du musée des Beaux-Arts et d'Archéologie de Besançon, dans le Doubs.